# Rue du Chevalier-du-Guet
La rue du Chevalier-du-Guet est une ancienne rue de Paris, disparue en 1854, située dans l'ancien 4e arrondissement (actuel 1er arrondissement).

## Situation
Cette rue commençait aux 1-2, rue de la Vieille-Harengerie et place du Chevalier-du-Guet et finissait aux 16-18, rue des Lavandières-Sainte-Opportune. Elle était prolongée à l'est par la rue Perrin-Gasselin.
Les numéros de la rue étaient rouges. Le dernier numéro impair était le no 7 et le dernier numéro pair était le no 12.
La rue appartenait juste avant la Révolution française à la paroisse Saint-Germain-l'Auxerrois. Pendant la Révolution, la rue marquait la limite entre deux sections révolutionnaires :
- côté impair dans la « section du Louvre » de 1790 à mai 1792, puis « section du Muséum » qui devient le quartier du Louvre en 1795 ;
- côté pair dans la « section du Marché-des-Innocents » de 1790 à octobre 1792, puis « section des Halles », puis en mai 1793, « section des Marchés » qui devient le quartier des Marchés en 1795.

## Origine du nom
Ce nom lui vient du chevalier du guet, ou du commandant du guet, qui logeait à proximité, au commencement du XVe siècle.

## Historique
De 1300 jusqu'au milieu du XVIe siècle, elle s'appelle « rue Perrin-Gasselin » et est citée dans Le Dit des rues de Paris, de Guillot de Paris, sous la forme « le Perrin Gasselin ».
Dans les anciens plans, on trouve ordinairement la rue Perrin-Gasselin confondue avec la rue du Chevalier-du-Guet qui sont la continuité l'une de l'autre.
Elle est citée sous le nom de « Rue du chevalier du guet » dans un manuscrit de 1636.
Un décret du 21 juin 1854 réorganise les abords des Halles et prévoit notamment le percement de l'actuelle rue des Halles. Dans le cadre de cette opération d'urbanisme, la rue Jean-Lantier est prolongée jusqu'à la rue Saint-Denis, entraînant la disparition de la rue du Chevalier-du-Guet,.

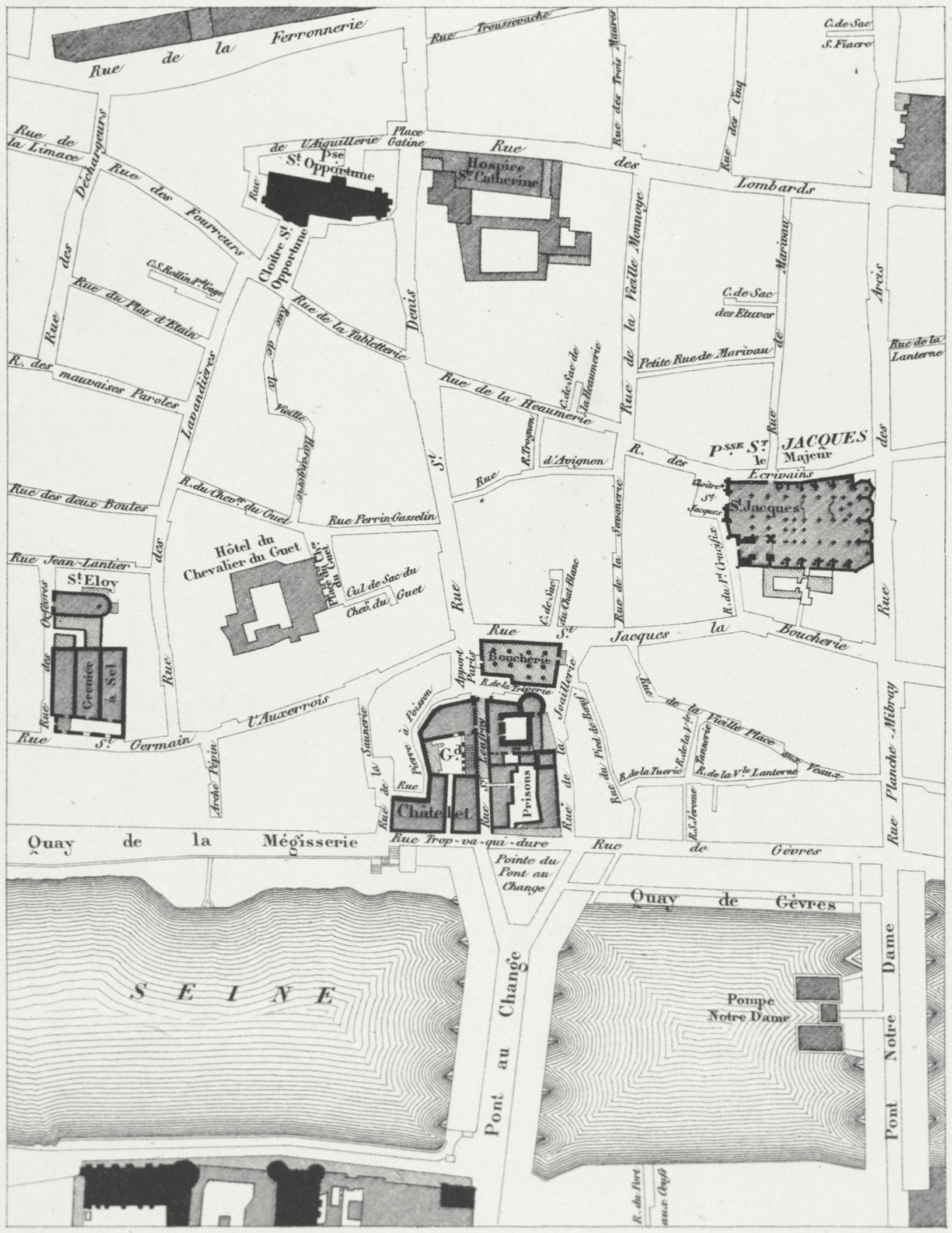
La rue du Chevalier-du-Guet en 1750, servant d'accès à l'hôtel du Chevalier-du-Guet.
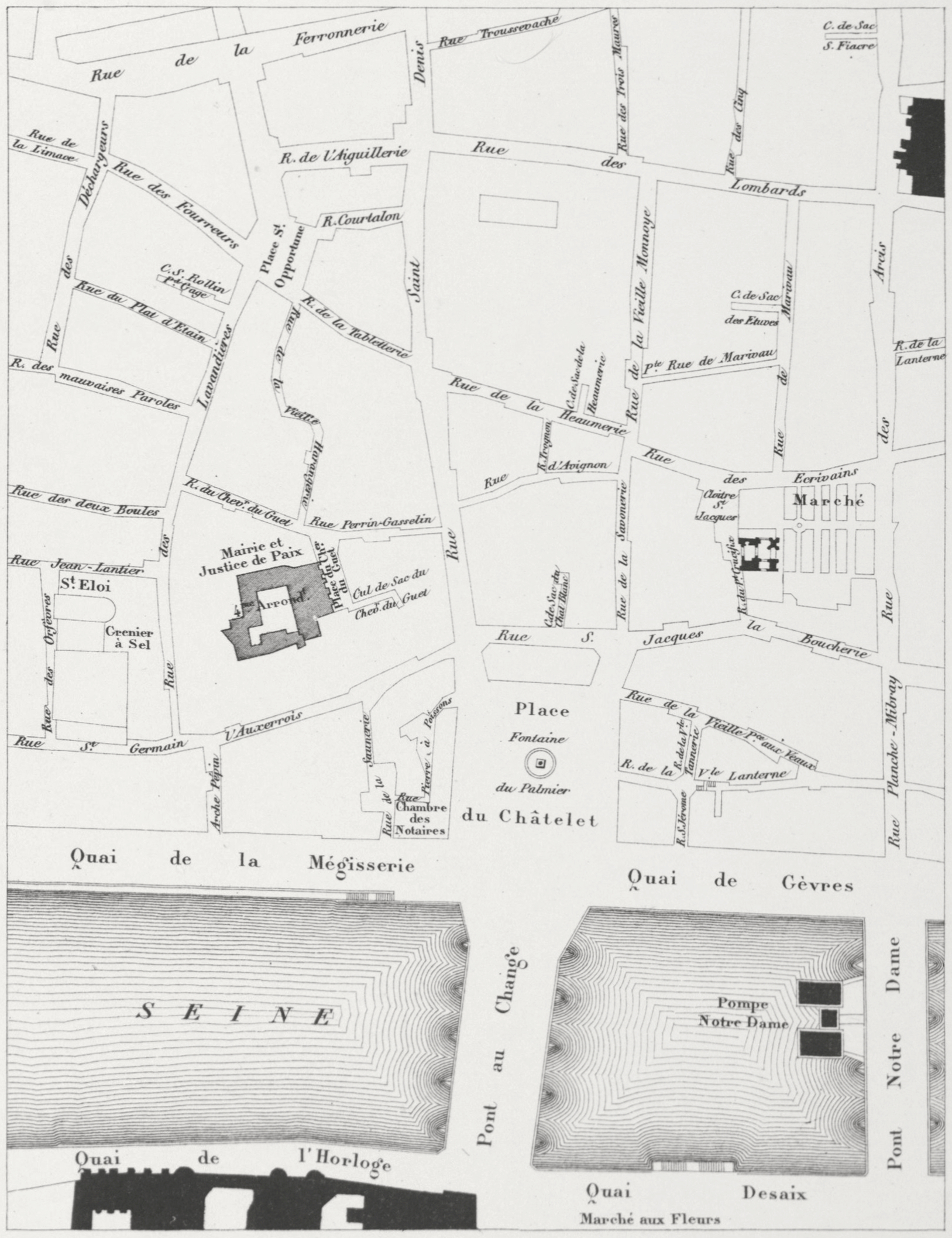
La rue du Chevalier-du-Guet en 1836, servant d'accès à la mairie et justice de paix.

## Bâtiments remarquables et lieux de mémoire
- En 1368, Charles IV, roi de Bohême, avait son hôtel rue du Chevalier-du-Guet[8].
- Au n°8 est décédé le 26 novembre 1851 le peintre français Louis-Philippe Crépin (1772-1851).